# 東南亞跨國人口販賣
東南亞跨國人口販賣是指橫跨大中华地区和东南亚的人口販賣產業鏈，透過该链条，中国大陆、台湾、香港、澳门、马来西亚等地的华人经泰国等地中转最终被运往缅甸、菲律宾、柬埔寨等地的诈骗园区遭强迫从事电信诈骗、網路赌博等犯罪产业。
由於2021年後發生的一系列人口販賣案件中，受害人通常被虚假的求职訊息骗往东南亚，故常称東南亞求職騙案或跨國求職騙案。
事件在2022年8月中旬擴大後，引起了中文媒体的广泛报道，其後更事先引起卡塔爾半島電視台等外媒的報道。而該事件也牽涉到馬來西亞、香港及澳門，有當地居民也同樣受到該種方式的詐騙和被非法進行人口販賣。
2023年8月起，在中国大陆、台湾、缅甸、老挝、柬埔寨、菲律宾、泰国等国家和地区的打击下，此类犯罪正逐渐肃清中。

## 背景與起因

### 政策轉變
在中華人民共和國為首國家的政策轉變下，多個亞洲國家的線上賭博產業逐漸萎縮。原先中華人民共和國與柬埔寨在「一帶一路」計劃援助下共同投資的西哈努克市，受柬埔寨政府于2020年元旦实施的禁赌令影响，大量建設停擺、人口撤出，當地賭博產業轉型為詐騙產業。加之中华人民共和国政府严厉打击海外电信诈骗，大量诈骗犯返回中国大陆自首造成劳动力短缺，因此使用漢語的臺灣人成為人蛇集團與詐騙集團的目標，中國人蛇販子、中國器官交易組織，臺灣黑幫、與柬埔寨仲介與詐騙集團展開合作，組成新興的跨國人口販賣產業鏈。這些詐騙集團多數由中國人控制，受害者也大多是來自中國大陸或其他地區的華人。
在臺灣，2019冠状病毒病疫情期间，人蛇集團陸續在網上刊登海外徵才廣告。因為高額工資、嚮往國外工作、或在疫情期間求職不易等原因，加上新南向政策政府鼓勵民眾往東南亞發展，大量臺灣人被誘騙前往柬埔寨、緬甸等東南亞國家工作。但求職者卻被轉送柬埔寨詐騙園區，被迫從事跨境電信詐騙或線上賭博等非法工作。詐騙園區和公司戒備森嚴，扣押受害者護照、施加暴力、非法拘禁、虐待、性侵、限制公民自由，以脅迫受害者工作，或將受害者視為商品轉賣給其他公司，甚至買賣器官。
由於中華民國與柬埔寨王國缺乏外交關係、亦沒有設立外交代表機構，導致中華民國政府難以藉由政府管道營救受害者或偵辦案件，只能運用民間人士與私人關係的連結。這導致中華民國政府改變目標讓詐騙集團人力「斷根」，積極查緝在台負責招募的人蛇集團。部分受困柬埔寨詐騙園區的受害者在臺灣黑幫、民間團體出面營救下，支付巨額贖金後才自柬埔寨逃離。截至8月21日中華民國政府確認至少370名受害者被困在柬埔寨與緬甸。這次事件也是首次臺灣人大規模成為人口販賣的目標。

### 賭博轉型

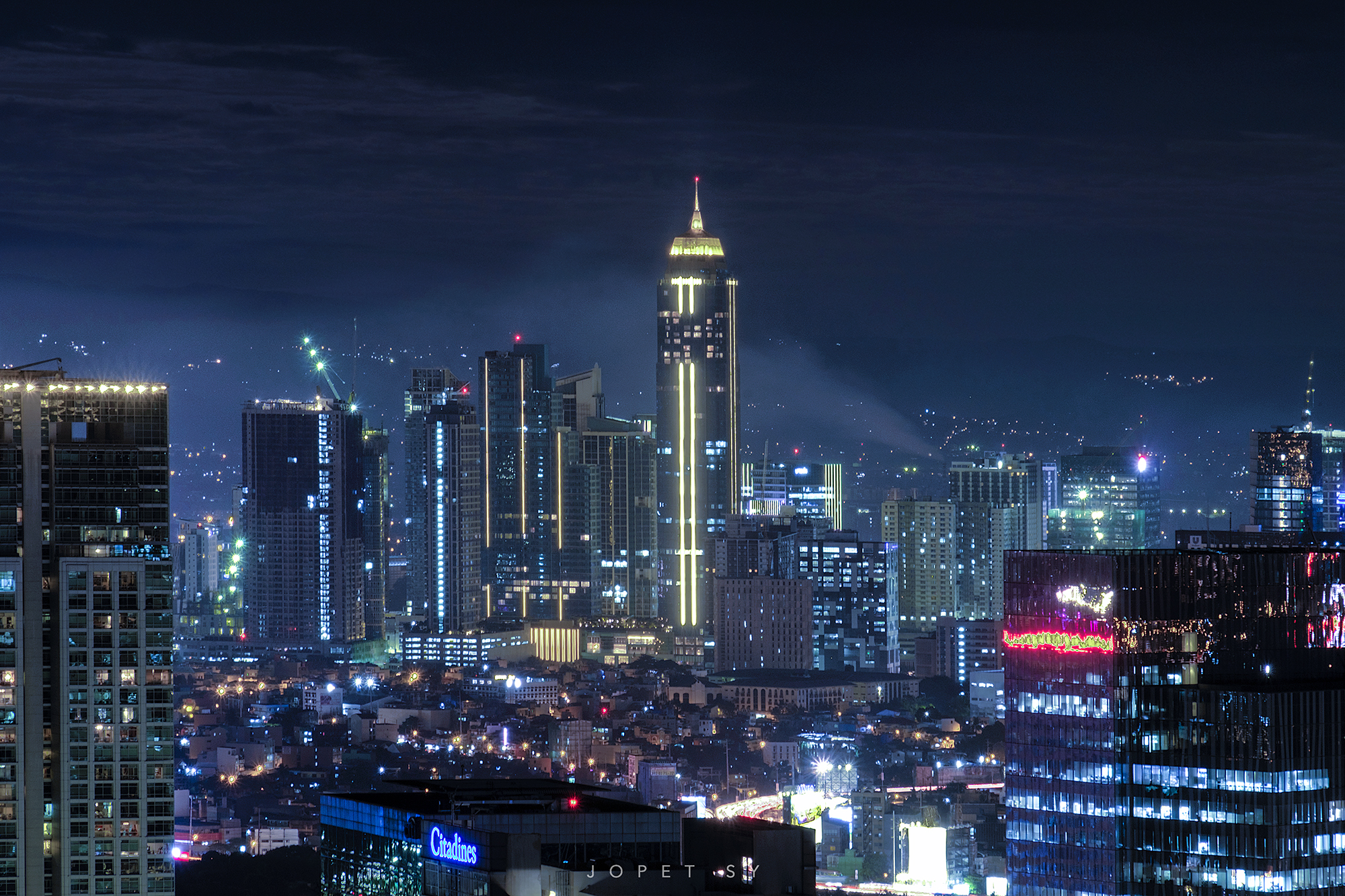
菲律賓馬尼拉金融中心馬卡蒂區域是菲律賓賭博產業的聚集地之一。

2010年代開始，處於灰色地帶的跨國線上賭博產業蓬勃發展，並因產業員工南漂，帶動菲律賓、緬甸、柬埔寨經濟發展。其中集合賭博與詐騙的犯罪集團以菲律賓為據點，藉由當地核發線上賭博公司授權，謊稱自己是合法經營，但經常性捲款潛逃、關閉網站，衍生出不少詐騙犯罪。在這過程中，許多臺灣人在賭博產業從事高工時、高風險、非法並涉及洗錢的工作，賺取極高工資；但也出現以高工資、包含吃住的優惠條件，及海外工作發展多元等願景，哄騙前往菲律賓、柬埔寨從事線上賭博，並施加虐待轉賣、階級制度、限制自由、軍事化管理與各種謀取利益的非法手段。
當時菲律賓賭博公司經常誇大優點、隱匿背景進行招聘，菲律賓娛樂及遊戲公司則不定期打擊非法線上賭博公司。到了2020年，嚴重特殊傳染性肺炎疫情重創菲律賓線上賭博產業，跨國工作人員無法入境，數十家境外賭博經營者撤離。同年，中華人民共和國國務院展開「斷卡行動」，鎖定非法使用金融卡與電話卡者查緝，嚴重打擊賭博產業。中華人民共和國公安部在同年破獲8,800個跨境賭博案件，並加大懲罰罪刑。中華人民共和國政府、菲律賓政府、馬來西亞政府、緬甸政府和越南政府還展開合作，逮捕大批中華人民共和國籍犯罪嫌疑犯，阻斷人民幣外流。
在中華人民共和國因防止外匯流失，實施禁賭政策的轉變下，多個亞洲國家出現圍堵線上賭博產業的風氣，原先希望拓展中國大陸市場的賭博產業逐漸萎縮。2020年1月1日開始，柬埔寨首相洪森基於維護安全和公共秩序頒布「禁賭令」，禁止各種線上賭博活動。這項政策更迭導致過往受惠於中華人民共和國「一帶一路」政策的濱海城市施亞努市陷入空轉，大量建設停擺、人口撤出。在柬埔寨「禁賭令」正式生效後，當地超過40萬名中國人離境，當中包括大量持有長期簽證的居民。而自2021年開始，菲律賓政府增加針對既有賭博公司的稅收，使得賭博產業在菲律賓發展逐漸趨緩。
在跨國線上賭博公司喪失合法生存空間後，賭博產業的巨額利潤消失，業者為了繼續維持產生大幅變化。柬埔寨和緬甸兩地集團轉往發展同樣是線上操作、利潤更高的網路詐騙，詐騙產業變得更為猖獗。大量詐騙集團的罪犯前往法律效能不彰、不會被中華人民共和國政府打壓處逃竄，法律較寬鬆的「經濟特區」成為新聚點。在柬埔寨施亞努市特區、缅甸KK園區的賭博產業逐漸轉為詐騙產業，吸引更多犯罪人士聚集，藉由賭博產業遺留的場地、設備、人力資源建立諸多詐騙產業園區與人口販賣鏈，迅速填補賭博產業撤離的空洞。

### 人力缺口

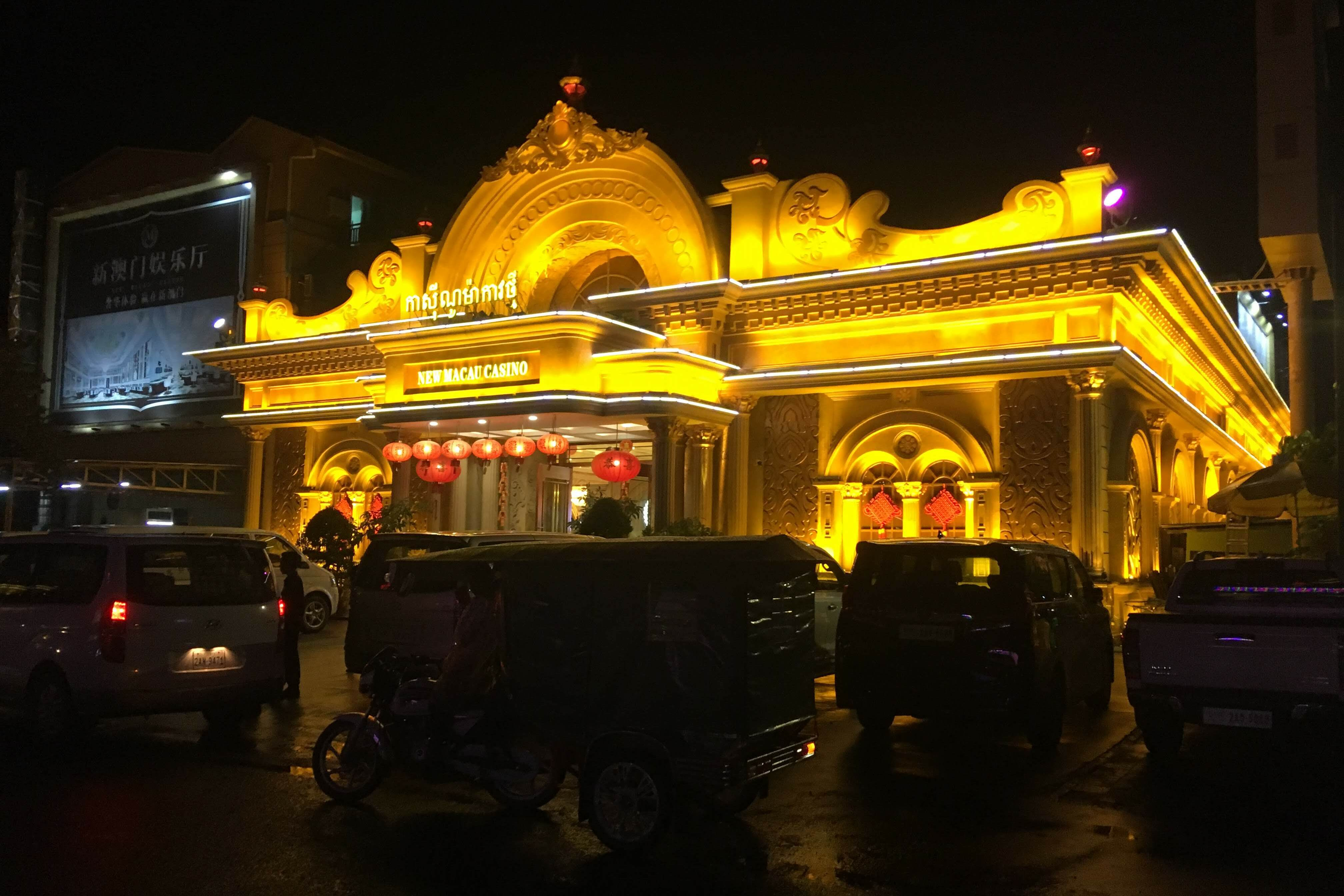
在柬埔寨「禁賭令」正式生效後，過往受惠於「一帶一路」政策的濱海城市施亞努市陷入空轉，大量建設停擺、人口撤出。

2021年初，中華人民共和國江西省、廣東省、廣西壯族自治區、福建省、浙江省、貴州省、四川省等省級人民政府陸續以打擊詐騙犯罪的名義，發出《關於勸返滯留緬北人員的通告》，又被稱為「大勸返行動」。該項通告除了公開滯留緬甸的中華人民共和國籍人士住處、頭像與身分標識資料，同時要求相關人士限期返回中華人民共和國自首投案，否則將會註銷中華人民共和國戶籍、凍結銀行帳戶。同時當事人親屬同樣受到牽連，在入學、僱傭、工資、銀行帳戶等方面面臨懲罰。隨後「大勸返行動」的範圍還從緬甸擴及至東南亞、阿拉伯聯合大公國等地。
同年9月，中華人民共和國公安部刑事偵查局局長劉忠義表示，已經從緬甸北部勸返54,000名詐騙人員，且相關行動仍持續進行。而網際網路上流傳的「勸返名單」中，顯示有超過14萬名中華人民共和國公民被列為勸返對象。「大勸返行動」導致大量中華人民共和國籍人士自首投案，但也造成詐騙人力資源迅速流失。由於過往詐騙集團的背後大多是中華人民共和國籍金主，導致詐騙活動相當仰賴大量中華人民共和國籍員工支撐。由於越來越多詐騙公司開始招募不到員工，部分公司甚至將一位員工的「售價」從人民幣幾千元上漲至3萬至4萬元。
在中華人民共和國政府的「大勸返行動」產生巨大人力資源的缺口後，許多黑社會、人蛇集團、在地仲介與詐騙集團開始鎖定同樣使用漢語的臺灣人，當成招聘和販售的對象。這些犯罪者為了漢語人才，開始串聯把臺灣人騙往柬埔寨、緬甸、寮國工作，其中一名臺灣人的價格大約是2萬美元以上。被困在柬埔寨施亞努市的受害者主要來自中華人民共和國，還有來自臺灣、韓國、馬來西亞、泰國、越南、孟加拉和印度等地的受害者。

### 犯罪成形
因為高額工資引誘、嚮往國外工作、或嚴重特殊傳染性肺炎疫情期間求職不易等原因，許多臺灣人成為人蛇集團與詐騙集團的目標。
過去臺灣人所會涉及到的人口販賣犯罪，大部分是中華民國籍雇主、仲介針對在臺灣的移住勞工或外籍學生，藉由限制公民自由或強迫勞動等行徑，剝削與侵害來自其他國家受害者的人身安全。同時，過去臺灣詐騙集團前往境外設置機房，由於高階管理人員與前往工作的民眾都是以賺錢為主要目標，較少出現內部成員遭到毆打等爭議情形。另一方面，中華民國警察相當重視網路反詐騙和LINE群組宣導，主要針對鄰里社區的老年人。同時也會拍攝微電影和網路圖文途徑宣導，並呼籲民眾使用Whoscall和「趨勢科技防詐達人」過濾詐騙資訊。
2020年，臺灣爆發嚴重特殊傳染性肺炎疫情，許多店家在疫情期間關閉而負債，或受疫情影響失業或工作不穩定，特種行業更被迫停業。由於柬埔寨施亞努市已經有大量中國大陸人設置的詐騙機房，而臺灣詐騙集團在當地設置機房則需要大筆資金，但仲介一人便可賺取新臺幣50萬元，基於效用考量而轉為仲介非法人力資源。其中又以臺灣黑幫成員最具規模，但也有個體戶出現。2021年6月起，中華民國外交部開始接獲多起陳情求援案例，不斷傳出臺灣人因為高額工資引誘、嚮往國外工作、疫情期間求職不易、或需要金錢等原因，成為人蛇集團與詐騙集團的目標。
其後跨越臺灣、柬埔寨和緬甸三地的新興人口販賣產業鏈快速成形，犯罪者將臺灣人視為交易商品，並在多個國家邊界串聯運作。以年齡分布在20多歲之臺灣人為主，部分臺灣人因為「不需經驗、高額工資、工作輕鬆、包含食宿與機票」的工作機會而被騙出國，遭犯罪集團輾轉販賣給柬埔寨詐騙園區，從事跨境電信詐騙或線上賭博等非法工作，並被犯罪集團沒收中華民國護照、毆打、非法拘禁、不斷轉賣、限制公民自由等。到了2022年，由於多個國家邊境因為嚴重特殊傳染性肺炎疫情趨緩解除封鎖，受害者開始迅速增加，內政部警政署刑事警察局陸續接到報案與求救訊息。
最初刑事警察局國際刑警科認為只是賭博產業的勞資爭議，但隨著接獲越來越多的外部情資，指出愈來愈多臺灣人在柬埔寨、緬甸詐騙園區，遭到非法拘禁、毆打和轉賣，認定該國際詐騙集團的案件已經演變成為人口販賣事件，並形成「賣豬仔現象」。

## 作案手法

### 詐騙園區

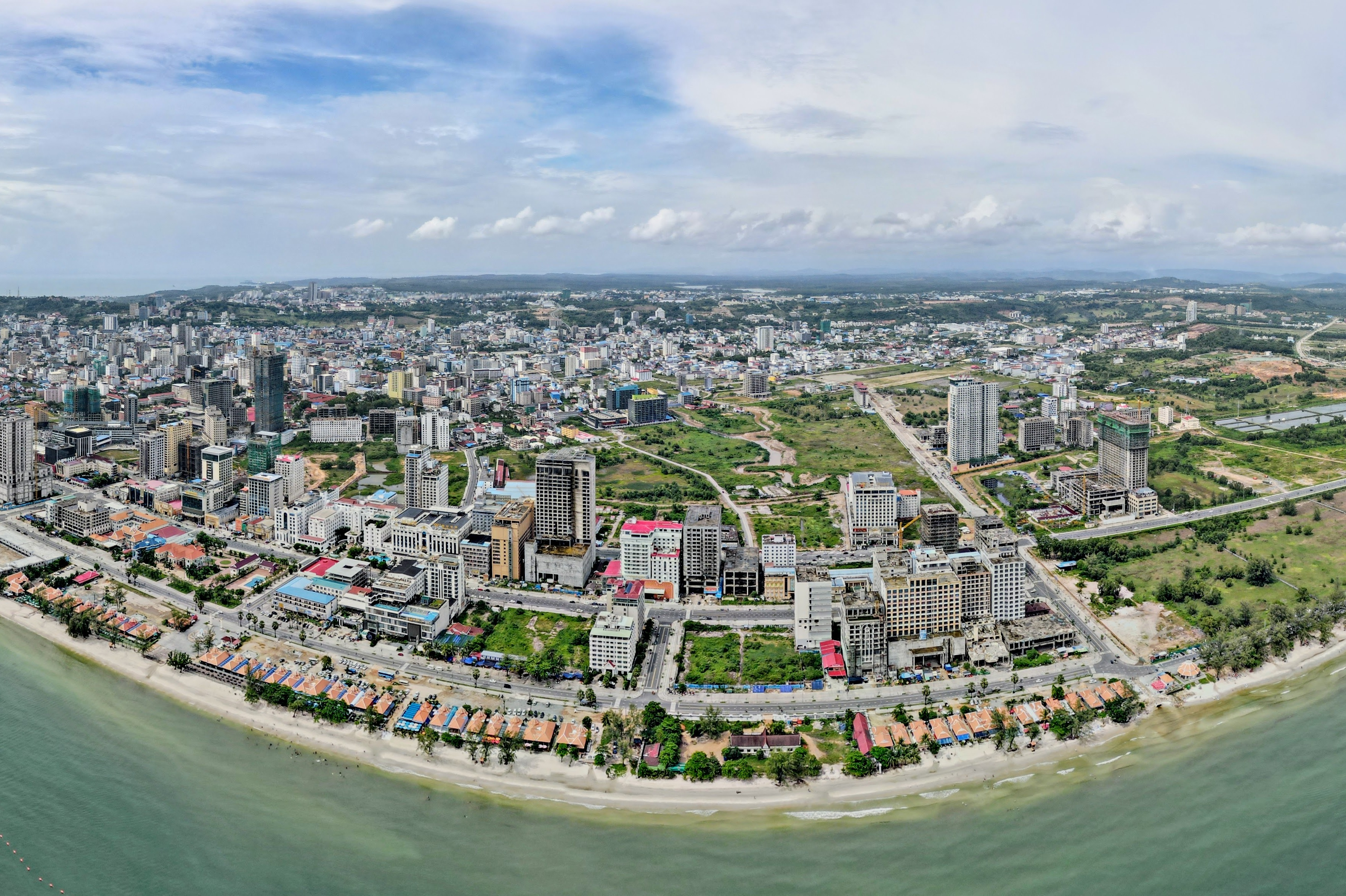
柬埔寨詐騙園區位在位在施亞努省經濟特區施亞努市。

柬埔寨詐騙園區位在施亞努省經濟特區施亞努市。最早在2010年，柬埔寨與長期友邦中華人民共和國政府簽訂「關於西哈努克港經濟特區的協定」，共同投資開發施亞努市經濟特區，總面積1,113公頃。施亞努市擁有柬埔寨最大的港口施亞努自治港，經常簡稱「西港」。該港口經濟特區原本以紡織服裝、五金機械等產業為主，是中華人民共和國與柬埔寨在「一帶一路」計劃中的標誌性國家級合作，並在計劃援助下發展為柬埔寨規模最大、最為重要的經濟特區。不過由於施亞努市經濟特區允許合法開設賭場、置產投資，大量中華人民共和國籍投資商人進駐園區，並設置賭博公司。
目前施亞努市經濟特區設有數十個不同名稱的園區，主要由諸多商業大樓、酒店、賭場、娛樂城構成，而部分高層建築物也持續興建。不過施亞努市經濟特區大部分是由中華人民共和國籍商人投資或擁有的公司，並且與柬埔寨政府高層官員友好。隨著大量中國大陸人進駐而形成新興的中國城，當地出現許多使用漢語看板的商店和企業，並設有服裝店、超級市場等店面。不過柬埔寨詐騙園區其他產業則是進行犯罪行為，園區裡面的公司系統性地實行強迫勞動、人口販賣和奴隸制度，作為當地掌控人們與賺錢策略，這也導致施亞努市是最多案件發生的地方。
在施亞努市的單一園區裡，至少設有數百家至數千家國際詐騙公司，大部分詐騙集團是由中國大陸人提供費用設立，部分則是臺灣人擁有。這些詐騙機房會掛名科技公司，而每個詐騙集團的管理方式、及其與柬埔寨警察的關係都不相同。柬埔寨政府向來以賄賂聞名，美國國務院在2022年發布的《人口販運報告》中，將柬埔寨的層級從第二級降至最低第三級，並強調「地方性腐敗」阻礙整體執法行動。實際上，當地詐騙集團大多已經和柬埔寨的貪污政要、官僚、武裝部隊和警察建立良好利益關係，這也導致詐騙集團在此處持續犯罪、暴力剝削、並獲取巨額利潤。
類似的詐騙園區除了分布在施亞努市，柬埔寨首都金邊、南部觀光大城貢布市等地亦有設立，令多個城市也有類似的詐騙園區，其中緬甸、寮國、泰國、杜拜、科威特、香港、菲律賓、印度、印尼、美國被列為高風險地區，呼籲求職者不要前往當地工作。與中華人民共和國接壤的緬甸北部佤邦、果敢、勐拉與克欽邦等自治區，因為脫離緬甸政府管控、由少數民族武裝組織把持，吸引大量犯罪集團進駐，而被稱為「詐騙天堂」。隨著詐騙收入成為支撐當地民生與軍事的經濟來源，武裝組織開始負責園區保安職責，雙方演變成相互依存的共生關係。另外，臺灣詐騙集團還曾誘騙民眾前往阿拉伯聯合大公國杜拜、科威特等中東地方從事電信詐欺，並控制行動自由與施加虐待。

### 人口販賣

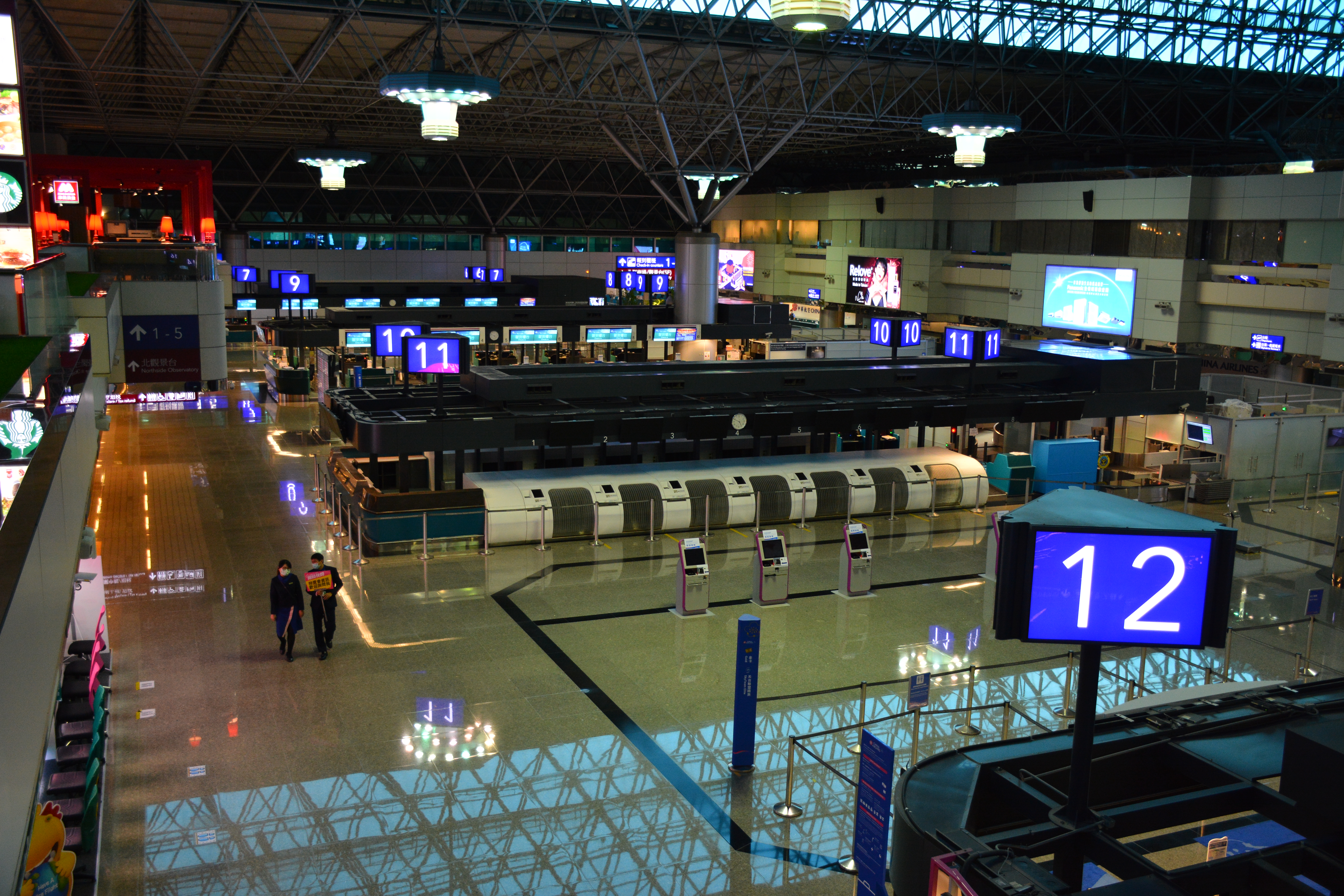
人蛇集團安排受雇者需要的中華民國護照、聚合酶連鎖反應檢測、飯店和機票等，並隨行前往臺灣桃園國際機場報到。

在現有犯罪模式下，臺灣人蛇集團的組成與黑幫組織緊密相關，並把人口販賣視為無本生意。其中緬甸和柬埔寨詐騙集團出資，以一人10,000美元至20,000美元價格，由人蛇集團協助人口販賣，並與接送的柬埔寨仲介對分佣金。竹聯幫、天道盟等黑幫背景者成為領頭，吸收想要賺錢的犯罪者組成人蛇集團。由於人口販賣獲取的報酬遠遠超過經營線上賭博網站、放款和性交易，人口販賣鏈對於自行籌措財源的黑幫組織具有極大吸引力。隨著詐騙手法不斷變異、及為各式話術和包裝，造成求職者難以辨識，部分黑幫還會吸收女性協助誘騙。
為了找到更多「商品」，人口販賣集團藉由社群媒體或即時通訊，大量刊登招聘顧客服務人員、業務員、秘書、會計、遊戲測試員、打字員、技術員、地產代理、銀行櫃員、工程師、水電工、人頭貸款、演員等海外職缺資訊，引誘求職者前往柬埔寨、泰國、緬甸等個亞洲國家甚至美國工作，主打高額工資、優渥待遇、內含機票、提供食宿、無經驗門檻等吸引民眾。部分人蛇集團假借經紀人身份，亦有免費招待前往柬埔寨從事生意、旅遊或親友團等。雖然部分人認為只是單純的工作，但也有人是想要從事非法詐騙或灰色地帶工作。
除了招聘誘騙外，同時出現許多朋友、同鄉、甚至臺灣原住民族相互欺騙的情況。在求職者聯繫後，人蛇集團會提供多種誘因，例如偽裝成正式發包的工作、印製公司簡介、提供完整建築施工圖與營業執照、美化工作環境，並以自身或其他臺灣人前往柬埔寨的經驗說服；甚至準備高級面試場所、安排在臺灣進行實體面談、展現財力，或利用外語溝通方式、簽訂「同意書」或「工作契約」，甚至說服父母、協助付清債務，增加可信度與求職者信任。亦有詐騙集團要求先把存款帳戶的金錢匯至柬埔寨的銀行帳戶，再前往柬埔寨工作。
人蛇集團會安排專人完整包辦出境前的所有服務，協助辦理中華民國護照、簽證等各種文件，完成傳染病診斷，購買單程機票，安排飯店住宿與接送等。人蛇集團還會安排求職者在搭機前幾晚入住臺北市飯店，並由黑幫成員載到臺灣桃園國際機場，全程都會有黑幫派人看守。這導致受害者只要被欺騙便難以逃脫，自接觸人蛇集團到出發不超過1個星期，甚至會要求刪除雙方對話記錄。在人蛇集團把民眾誘騙出境後，黑幫能因此獲利分錢。原先招聘的人蛇集團窗口會封鎖社群軟體訊息，或對後續情況表示不知情。

### 強迫工作

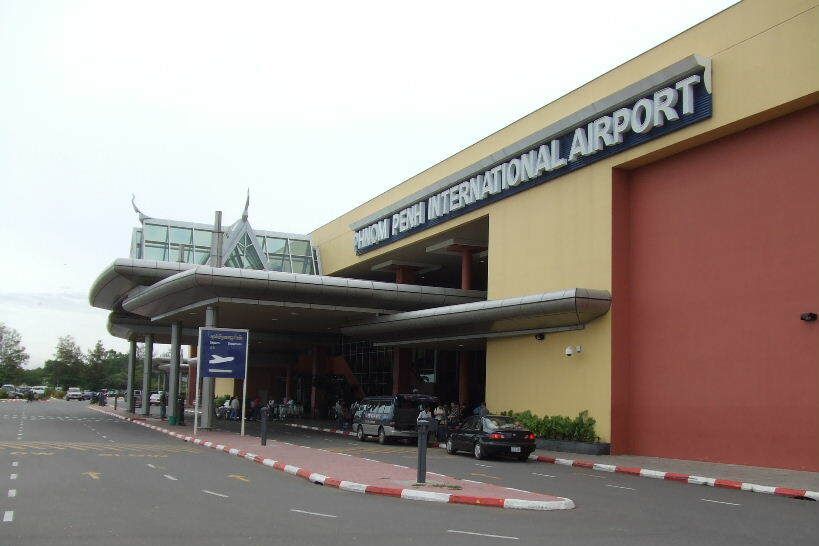
在搭乘班機飛往金邊國際機場後，應徵者便會直接載往施亞努市的詐騙園區。

臺灣應徵者在人蛇集團告知特定編號後，會從不同地方出發，搭乘同班飛機抵達金邊國際機場。但為了規避查緝，詐騙集團利用泰國與柬埔寨相鄰的便利性，哄騙臺灣人前往泰國，再由人蛇集團偷渡至柬埔寨或緬甸等地轉賣。應徵者入境落地後，柬埔寨、中華人民共和國或中華民國籍仲介手舉特定編號接機。當地仲介以放大的中華民國護照像片比對，確認無誤後立即沒收護照、聯繫交易的詐騙公司，並避談工作問題。仲介會命令應徵者搭乘休旅車或廂型車，直接載往施亞努市多間詐騙公司「面試」、收錢，並因行動電話沒有網路卡而無法求救。
在交易過後，詐騙公司會要求從事跨境電信詐騙或線上賭博等非法工作，想要離開則要賠償違約金。假若員工願意配合，便加入施亞努市詐騙園區，並要求業績達標。詐騙公司設有大量電腦與行動電話、提供「詐騙手冊」，每月利潤至少100萬美元。詐騙公司主要誘騙東南亞政治人物、商人或外國人，藉由社群媒體發送投資詐騙、情感詐騙和交友詐騙等沉浸式網路詐騙資料，部分公司還有配合的女性誘騙。部分詐騙集團分成負責騙錢的「詐騙部」，及要求誘騙下一人的「人事部」，但部分公司無法實際賺取金錢。
詐騙公司會使用各種威脅方式，並因績效不佳或拒絕配合，在其他人面前毆打虐待、非法拘禁、電擊等暴力脅迫，甚至多次性侵。在虐待和恐嚇環境中，每天會提供固定時間聯絡親友交付贖金。而數次拒絕詐騙、或表現不佳者，詐騙集團會將其視為交易商品，抬價「轉賣」給其他詐騙公司，藉由轉賣創造更高經濟價值。詐騙集團為了規避盤查，會藉由陸路強押偷渡，轉賣至泰國、緬甸的詐騙集團，緬甸的KK園區更被視為最後的工作地點。假若員工持續不服、沒有金錢贖身、且所有公司不願購買時，則被賣到泰國割除器官。
詐騙集團持續扣押受害者的中華民國護照，限制公民自由。園區採用軍事化管理，具有大量管理出入口的「外保」保全、軍隊或警察輪班站崗，大多配有槍械。另有專門協助詐騙公司毆打的「內保」，或長期監視的配戴槍械保安。宿舍大樓是男女混合，在詐騙集團監視下禁止離開。不過園區內可以使用社群媒體，部分公司會要求工作時交出行動電話給公司統一管理。由於公司和園區都有人看守，受害者難以從戒備森嚴的詐騙園區逃脫；同時詐騙園區與警察建立良好利益關係，難有求救管道，甚至許多人因為無法逃脫而跳樓。

## 影響與反應

### 台灣
這次橫跨臺灣、柬埔寨、緬甸三地的人口販賣被視為是新型態非法產業鏈，並有臺灣人、中國大陸人與柬埔寨人參與其中。其中犯罪集團利用各種不同方式欺騙人們前往東南亞是相當罕見的做法，這也是首次臺灣人大規模成為人口販賣的目標。在人口販賣鏈中，臺灣黑幫的參與扮演著相關關鍵的角色，並與東南亞仲介、柬埔寨和緬甸當地詐騙集團共同組成人口販賣網絡。臺灣黑幫的經營邏輯緊密影響柬埔寨和緬甸當地仲介與詐騙集團組成的人口販賣運作，並藉由人口販賣快速地為組織賺取巨額利潤，而構成人口販賣的每個節點也可以從中獲得利潤。
隨著數千名臺灣人遭到詐騙、交易、販運並受困柬埔寨，人蛇集團刊登的廣告往更多面向延伸，人口販賣鏈不斷演變與擴大，受騙人數不斷增加。在2021年6月21日至2022年7月25日，中華民國外交部總共接到163名中華民國國民發出陳情求援。而在2022年4月13日至7月23日，被詐騙前往緬甸工作而向中華民國外交部陳情者則有40人。不過200多位在柬埔寨和緬甸求救陳情的臺灣人中，只有42人從柬埔寨、7人從緬甸返回臺灣。而根據警政署的初步統計，從2021年6月至2022年7月底已經確認有107人受困柬埔寨、34人受困緬甸。
在2022年1月至6月，前往柬埔寨的臺灣人數量增加至6,481人，創下歷史新高。儘管菲律賓、印度尼西亞、馬來西亞等地經貿投資與僑胞數量超過柬埔寨，但前往柬埔寨者較同時期前往菲律賓、印度尼西亞、馬來西亞的人數多。警政署比對求援對象和航班資料後，推估超過2,000位臺灣人遭誘騙前往柬埔寨，加上黑數可能超過5,000人；其中逾90%人在柬埔寨、緬甸兩地下落不明、無法返回臺灣，並確認有1名臺灣人在施亞努市詐騙園區逝世。
臺灣求職者落入陷阱的原因不同，包括在原來的勞動力市場邊緣化或失業、負債或高利貸無法解決、對經濟安全特別焦慮、希望賺取大筆金錢、高額工資誘騙、友人介紹等，並同時嚮往出國工作尋找快速賺錢機會，成為臺灣詐騙集團以高額工資、優渥條件鎖定的人口販賣對象。不過人蛇集團並未限定特定客群，受害者幾乎遍布臺灣各地、行業背景相當多元，年齡層從年輕人到中年人、畢業學歷從技術型高級中等學校到國立大學都有。部分人士社會經驗不足、或為了追求高薪、或隨機篩選出現在Facebook社團的人士。
2022年美國國務院人口販運報告，報告指出受雇於“一帶一路”的勞動者經歷了欺騙性的招聘，導致他們陷入債務奴役、工資被剋扣、簽訂違規合同、旅行和身份證件遭扣押等情況。越南、柬埔寨、文萊和澳門被降級列入了人口販運第三類；台灣列入第一類，提及問題包含被人口販運起訴、血汗國際學生事件、移工政策、以及台灣人在海外成為人口販運受害者，台灣政府卻無能為力。

#### 政府部門
過去掌管東南亞事務的中華民國外交部亞東太平洋司，藉由駐外機構人員、臺灣商人與僑民聯繫，知悉詐騙產業的變化。但儘管人口販賣、強迫勞動、限制公民自由的發生地點在柬埔寨，柬埔寨政府多次否認施亞努市存在「人口販賣」，僅承認有跨國犯罪或勞資爭議狀況。同時因為中華民國和柬埔寨沒有正式外交關係，中華民國外交部和內政部警政署刑事警察局難以要求柬埔寨執法單位回應請求、或合作打擊犯罪，導致當地複雜勢力難以處理。由於無法藉由政府管道處理，中華民國政府只能藉由民間人士與私人關係，追蹤與救援在柬埔寨失聯的中華民國國民。
對於大量民眾被誘騙前往柬埔寨從事電信詐騙，中華民國政府高度重視跨國詐騙、人口販賣等議題，全力配合處置。中華民國政府與警政署將打擊人口販賣的處理目標放在臺灣，藉由跨部會合作方式，積極查緝負責人口販賣的人蛇集團，並預防受害者出境或受害風險，希望讓詐騙集團犯罪鏈金流與人流「斷根」。其中駐胡志明市臺北文化經濟辦事處成立聯合專案小組，希望藉由專案小組資源加強救援。2022年6月，行政院召開跨部會協調會議，提出「新世代打擊詐欺策略行動綱」，鎖定柬埔寨人口販賣問題，並加強管理宣導。
同年7月，行政院在「防制人口販運及消除種族歧視協調會報」上，中華民國司法院、法務部、外交部、教育部與內政部等部會與專家學者研議跨部會合作，預防人口販賣。同年8月，中華民國政府成立行政院層級專案小組會議，中華民國外交部、內政部、警政署、刑事警察局、勞動部等單位合作，提出預防、勸阻、救援、究辦等四大面向。行政院還與關心柬埔寨人口販賣的民間團體會面，建立溝通窗口。外交部也曾邀集相關單位召開跨部會會議，中華民國內政部亦成立專案處理。
監察院委員葉大華、紀惠容認為人口販賣嚴重侵害人權，決定申請自動立案調查。兩人關切主管機關是否掌握現狀、展開跨部會與跨海救援，並呼籲盡快研擬對策。在這期間，民意代表亦接獲求救訊息。立法院臺灣民眾黨黨團總召邱臣遠、立法委員張其祿呼籲中華民國政府加強跨部會合作與宣導。部分立法委員則和受害人共同召開記者會，說明誘騙前往柬埔寨的經過。另外，中國國民黨籍臺北市議會議員應曉薇表示有收到相關陳情求救，無黨籍臺北市議會議員陳建銘則要求臺北市政府警察局清查、協助滯留東南亞的市民。
2022年8月11日，立委林俊憲、賴品妤、伍麗華、林昶佐等人與受害者一同召開記者會呼籲，行政院成立跨部會專責小組，積極納入民間力量，全力宣導、阻斷、救援和保護，建立完整機制協助受害者；16日，立委鄭正鈐、洪孟楷、吳斯懷以國會外交名義，飛往柬埔寨尋求當地台商協助，也爭取向當地政府反映機會。盧秀燕也呼籲中央，應召開國安會議成立專責小組營救受困國人。

##### 預防勸阻

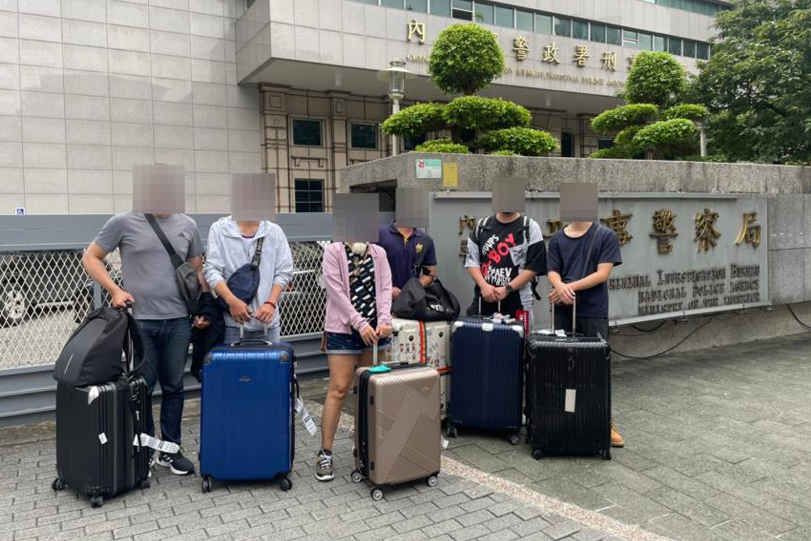
2022年7月20日，內政部警政署刑事警察局攔阻6名原定前往柬埔寨的民眾。

在持續接獲柬埔寨的求助訊息後，中華民國警察在臺灣桃園國際機場執行攔阻勤務，提醒求職者前往柬埔寨、泰國、杜拜、美國的打工風險極高，視為是阻止詐騙的消極方法之一。2022年7月中旬起，內政部警政署署長黃明昭指示航空警察局與刑事警察局國際刑警科合作，在直接飛往柬埔寨金邊的航班時段，派遣警察在臺灣桃園國際機場登機報到櫃檯附近巡邏。警察手持「出國打工陷阱多、拘禁毆打回不來」標語提醒，對登機報到時的可疑人士進行關懷提問。不過這項勸阻舉措僅有部份成功攔截的例子，部分求職者甚至幫犯罪者辯護。
航空警察局警察對於潛在受騙者存在判斷方式，包括攜帶輕便背包行李、不知道旅行細節、看似首次出國者，會被視為是疑似遭到誘騙的民眾。當陪同協助的領頭者帶有刺青、經常報告進度，航空警察局警察會接觸關懷、進行宣導，甚至帶往保安警察大隊辦公處懇談。但儘管航空警察局警察推測是人口販賣，由於大多數求職者是自願前往，且看似黑幫者只會在一旁監看、沒有暴力脅迫行為，並無足夠證據證明。這導致中華民國警察只能柔性說服，提出相關新聞剪報、影片或證據，並無強制力阻止登機報到。
為了阻止更多人受到詐騙出國，警政署刑事警察局搜集情資、準備負責招聘的人蛇集團資料與證據，盡可能說服求職者。同時地方政府警察局等警政單位也不斷示警境外徵才的廣告，強調求職公司若沒有明顯的合法立案、而且提出的條件不需要任何經驗，便有相當高的機率是詐騙行為。高雄市政府警察局左營分局警察還組成「左營分局宣導團」，在轄區內重要轉運站新左營車站舉牌宣傳，宣導不少非法團體藉由各種形態包裝的「求職詐騙」，希望在民眾搭乘臺灣高鐵前往臺灣桃園國際機場前阻止。而在銀行通報相關情況後，中華民國警察亦會前往現場攔阻。
基於預防與勸阻方針，中華民國政府相關部會結合「新世代打擊詐欺策略行動綱領」及青春專案，加強國內外預防宣導。中華民國外交部便製作相關警語，在社群網路服務、機場等虛擬和實體管道加強宣導提醒。在中華民國外交部要求下，中華民國勞動部建立「國人海外就業資源中心」網站提供查詢，加強民眾宣導，避免民眾前往柬埔寨等地而遭到詐騙。中華民國原住民族委員會也針對數位能力較欠缺的族群加強宣導。但儘管中華民國政府部門持續積極預防宣導，仍然有許多民眾持續前往而遭到詐騙。

##### 犯罪查緝
刑事警察局國際刑警科是專門處理偵查所有與臺灣人有關的跨國刑事犯罪案件單位，主要負責非法毒品貿易、槍械走私、跨境線上詐騙等犯罪查緝，並經常會與中華民國駐外機構、國際刑警組織合作打擊犯罪。為了與其他國家合作打擊犯罪，刑事警察局國際刑警科會在親臺派國家或臺灣人犯罪較多的國家駐點，並派出駐外的警務祕書，傳遞與整合國內外公共部門與營部門情的資與線報。
由於跨國犯罪趨勢的變化，刑事警察局國際刑警科也開始管轄人口販賣。不過遠在柬埔寨的犯罪者因為地理距離、中華民國與柬埔寨沒有外交關係，中華民國警察難以查案處理。其中隨著海峽兩岸關係冰凍，中華人民共和國人民警察不再居中協調，柬埔寨警察對中華民國共同打擊犯罪的請求也幾乎不回應，但中華民國警察仍積極經營與柬埔寨警察的合作。不過柬埔寨警察獲報調查後，詐騙集團經常以工作合約供稱是勞資爭議，藉此規避查察。
目前中華民國警察偵辦目標是肅清、遏止人口販賣集團犯罪，阻斷跨國連結。2022年5月，駐胡志明市臺北文化經濟辦事處成立「柬埔寨專案小組」，專案小組成員包括中華民國外交部駐外機構人員、警政署刑事警察局警務祕書、法務部調查局法務祕書、內政部移民署駐外機構人員等，進行跨部會協調。同時移民署提供刑事警察局相關資料，鎖定航班資訊與旅客名單。而在報案失聯後，中華民國警察會協助聯繫外交部領事事務局、持續與報案親屬聯繫及關懷慰問，移民署等單位亦建有受害者資料。警政署還對居留柬埔寨的4,000多名中華民國國民進行訪查，清查尚未報案的案件。
為了掃蕩人口販賣集團，刑事警察局、法務部調查局中部地區機動工作站掌握情資後，臺北地方檢察署指派檢察官積極偵辦，並請求中華民國外交部等單位協助蒐證。臺灣高等檢察署召集地方檢察署，由地方檢察署指揮偵辦案件，展開整合與溯源偵查。各地司法警察與檢察官積極偵辦，在破獲人蛇集團後，通常以《中華民國刑法》第296-1條或第297條羈押、起訴。但由於較難提出臺灣招募者與柬埔寨詐騙集團的勾結，不一定能使用《人口販運防制法》查辦。在啟動急難救助與人口販賣受害者保護機制後，受害者經安排返回臺灣，便由地方檢察署指揮警政署與移民署偵辦，進行人口販賣受害者鑑別、筆錄與相關調查。後續通報地方社政機關，提供後續照護與關懷服務。
5月為了避免受害層面擴大，拘提3名長期誘騙民眾前往境外工作的詐騙集團成員，並營救前往機場的3名受害者。不過隨著畢業季與暑假到來，吸引大量年輕民眾應徵，越來越多民眾因為高額工資誘騙前往柬埔寨工作，並遭到非法拘禁、虐待一事，獲得傳播媒體的報導，並在網際網路廣泛流傳。同時間，中華民國政府規劃專案展開調查，部分受害者則藉由支付違約金、趁隙逃脫或聯繫人道援助組織協助離開。7月5日，臺灣臺北地方檢察署動員100多名辦案人員，在北部與中部各地同步執行搜索、訊問多名證人，向法院聲請羈押6人獲准。7月8日，警政署刑事警察局統合通話紀錄、及警務祕書情資後，與苗栗縣警察局合作逮捕涉嫌人口販賣的苗栗縣竹聯幫成員，也是首次破獲源頭在臺灣的人口販賣集團。
自7月11起，警政署展開第二波掃黑肅槍行動，逮捕450名犯罪嫌疑人，包括涉嫌詐騙民眾前往柬埔寨工作的天道盟成員。8月13日，警政署刑事警察局在機場攔阻7名正要飛往柬埔寨的受害者，現場逮捕2名協助人口販賣的犯罪嫌疑人。8月14日，在泰國政府協助下，刑事警察局與中華民國外交部救援12名由柬埔寨入境泰國曼谷蘇凡納布機場的民眾，9人返台，經查其中1名為竹聯幫詐騙嫌犯，目前已查明有4案與竹聯幫相關。8月15日，警方逮捕人蛇集團首腦41歲張姓女子。官方指出，經政府及公私部門通力合作下，截至9月1日，受困國人已救援協助返國有 151人；偵破人口販運案共有53件。

##### 營救工作
這次人口販賣案件發生地點大多在東南亞國家，不過每個國家的救援難度不同，泰國、越南和馬來西亞因為設有外交代表機構施壓，相對容易營救受害者。不過中華民國和親中華人民共和國政府的柬埔寨並無外交關係，在柬埔寨亦沒有設立外交代表機構，亦缺乏法律互助協定。目前柬埔寨事務由駐胡志明市臺北文化經濟辦事處辦理，警政署派駐的警務祕書兼轄柬埔寨與寮國事務，偵辦與遏止境外犯罪極其困難，且無有效的營救對策。由於人口販賣鏈在黑幫參與下運行，許多前往當地者或是詐欺、毒品前科者，或想在灰色地帶賺錢而不願報案。
中華民國外交部、內政部警政署、法務部調查局、內政部移民署在駐胡志明市臺北文化經濟辦事處的人員，輪班接聽急難救助專線。辦事處人員接獲急難救助電話後，會釐清求援者身分、所在位置、前往詐騙園區的方式。面對大量求援者，中華民國外交部藉由外交代表機構聯繫當地僑民、朋友、臺灣商會、企業、或曾在臺灣就讀的柬埔寨人等私人管道協助救援，並遵循當地法律管道向柬埔寨警察報案、或私下請託認識的柬埔寨警察處理。不過部分柬埔寨集團與當地警察有聯繫，此做法可能導致受害者遭到毆打或電擊，或要有相當明確的證據才會協助救援。
部分民眾則是聯繫施亞努省省長，由當地警察救出。但即便逃出施亞努市園區、並由柬埔寨移民局扣押後，並未能真正脫離危險。柬埔寨移民局經常要求數千美元擔保金，部分警察會詢問逃脫者，或在Telegram群組尋找轉賣機會，一人至少賺取10,000美元至20,000美元。因此需要支付贖金自柬埔寨移民局警察救出後，才能搭乘返回臺灣的飛機。另外，部分是駐泰國臺北經濟文化辦事處接獲泰國政府通報疑似案件，刑事警察局結合中華民國外交部、泰國政府救援。亦有國際非政府組織聯繫後，刑事警察局和移民署協助逃出。
由於交付贖金救援的做法讓國際詐騙集團不斷漲價，甚至有支付金錢但未能獲釋的擔憂。由於臺灣、柬埔寨、緬甸犯罪集團組成的人口販賣鏈、軍人與警察關係複雜，導致救援行動需要個案處理，且相當耗費人力與資源。另有傳媒報導，有些獲營救的人，是詐騙集團的線人，他們是為了要幫助詐騙集團了解政府救人的手法，才願意被救回來。當他們在了解整個拯救過程後，就會替詐騙集團想出應對方式，導致後續的拯救工作更難以展開。導致部分志願團體及志願工作者因而宣布不再救人。

#### 民間社會
對於詐欺集團誘騙民眾前往柬埔寨的人口販賣情形，「假海外應徵工作」引起各界高度關注。由於中華民國政府在柬埔寨救援受困中華民國國民遇到困難，及柬埔寨政府解救行動消極，民間有能力人士開始參與救援。部分臺灣倖存者從柬埔寨逃出後，致力於救援臺灣受害者。在得知臺灣人受困詐騙園區後，許多臺灣商人、民眾和部落格作者也協助聯繫、營救受害者，持續向非政府組織回報受害者訊息和新聞、尋找柬埔寨避難所、籌措急難救助的金援或贖金。不過臺灣商人協助支付贖金、或直接參與救援過程，可能造成當地經營的風險。
除了警政單位救援外，民間機構亦合作營救受害者逃離柬埔寨當地。起初受騙前往柬埔寨的大多是大陸人，湖北人陳寶榮成立「中柬義工隊」救助站，長期無償救援在柬受困華人，但因血奴案遭到柬埔寨政府抹黑目前已經解散。在2022年7月初，英國憫研顧問開始注意到相關類型的人口販賣犯罪，並在得知柬埔寨存在大量臺灣受害者後，協助臺灣受害者逃離。在美國註冊的志工自救組織全球反詐騙組織原本目的是打擊網路詐騙，並支援詐騙受害者追討金錢。在接到柬埔寨和緬甸受害者的求救後，全球反詐騙組織同樣開始投入救援，並阻止人們前往當地。不過由於依然有人堅持前往，該組織表示拒絕受理8月3日起前往柬埔寨的臺灣人和馬來西亞人。
另一方面，YouTuber黃煦傑（Bump）起初拍攝防詐騙系列宣導影片，在收到民眾求救訊息後，開始拍攝柬埔寨救援過程，與受害者親屬、救援單位、記者等人合作救援受害者，並連絡當地政府、中華民國政府、救援組織協助。他披露了柬方非法包庇和多起詐騙案件，以及中華民國外交部的不作為。歌手阿爆曾經轉發原住民就業服務辦公室的文章，提醒有罪犯藉由臺灣原住民族青年誘騙前往柬埔寨。但儘管部分臺灣YouTuber關注此次事件，亦有網友攻擊或批評相關人士過於愚笨。
除了聯繫僑民或臺灣商人幫忙外，由於臺灣黑幫勢力與堂口滲透犯罪鏈，也出現黑幫介入解決生意糾紛的情況。中華統一促進黨便透過與當地幫派的關係，多次協調疏通、介入施亞努市的人口販賣救援行動。在動用組織內部的黑社會關係與詐騙集團協商，受害者家屬或親友以支付賠付金換取自由的方式贖身，救援約20多人。15日，刑事局發新聞指出「竹聯幫出手救出柬埔寨20幾名台人」一事與事實有所出入，「認定統促黨與竹聯幫東堂扮黑白臉」。17日統促黨到台北地檢署控告刑事局妨害名譽。
而詐騙集團擁有證明文件而獲得刊登條件後，利用民眾經常使用的104人力銀行集團等徵才網站，陸續刊登高額工資、不需經驗的海外工作職缺，吸引民眾前往柬埔寨工作，但大部分都是被逼迫從事詐騙等非法工作。其後104人力銀行和1111人力銀行集團決定下架遭到檢舉的可疑海外公司廣告，同時除了股票上市或合格登記的企業外，不再接受柬埔寨、泰國、杜拜等海外高風險地區在臺灣刊登職缺。而中華民國勞動部則發函給公立與私立就業服務機構、及地方政府留意可疑職缺及案件，亦會提供具體詐騙名單防範，並清查不實徵才廣告。

### 中國大陸
2022年6月至7月，中华人民共和国驻柬埔寨大使馆曾两次提醒，来柬务工的中华人民共和国公民务必循正规渠道，签署正规劳务合同，不可轻信高薪招聘的虚假广告，并报道已有中华人民共和国公民因轻信虚假广告被绑架，后经中柬合作，受害者被救出。
8月18日，中華人民共和國外交部回應相關事件，發言人汪文斌指中華人民共和國駐有關國家使領館正與駐在國政府，保持密切溝通，積極查找並解救相關人員。又表示高度重視領事保護工作，全力維護香港和台灣民眾在內海外公民安全與合法權益。他又提醒警惕境外網絡虛假招聘信息，嚴格遵紀守法，確保人身安全，及時舉報有關涉詐騙涉賭信息，如遇到緊急情況，要及時向當地警方報警，並與中華人民共和國駐當地使領館聯繫。
8月20日，中华人民共和国驻柬埔寨大使馆致信在柬台湾人，“台湾同胞就是中国公民，维护台胞的合法权益是中国驻外使领馆的职责所在”，使馆对所有在柬中华人民共和国公民提供领事保护服务。
8月29日，中华人民共和国外交部发言人赵立坚透露他曾在微博收到有人被贩卖到柬埔寨的求助信息，这名受害者已被营救回国。赵立坚还呼吁媒体多关注此类案件。
9月7日，中华人民共和国驻柬埔寨大使馆提醒中国公民受困时应及时向大使馆求助，并公布了在柬埔寨中国公民求助的新渠道。
2023年8月15日-16日，中国公安部、泰国警察总署、缅甸警察总部、老挝公安部在泰国清迈联合举行针对赌诈及衍生的人口贩运、绑架、非法拘禁等犯罪的专项合作打击行动启动会。各方决定在泰国清迈共同建立专项行动综合协调中心，并针对赌诈猖獗的区域设立联合行动点。
8月23日，隨著中華人民共和國政府與緬甸軍政府合作肅清緬甸電信詐騙分子。最終東南亞跨國人口販賣將會被停止，而東南亞詐騙分子將會從緬甸遷至阿拉伯聯合酋長國杜拜的偏遠沙漠地區。
9月1日，缅甸佤邦中央事务执行委员会缅宣布对掸邦第二特区区内的电信诈骗及进而引发的暴力、人口买卖等一系列问题进行严厉打击，其中又针对中国公民的诈骗行为进行全面整治和清理。至9月6日，缅甸相关地方执法部门开展抓捕行动，集中向中方云南警方移交涉诈犯罪嫌疑人1207名。
9月8日，中国国家移民管理局召开新闻发布会，宣布针对偷渡、贩枪贩毒、走私、赴境外参与赌诈等跨境违法犯罪，共侦办妨害国（边）境案件9150起，抓获犯罪嫌疑人1.6万人，打掉犯罪团伙533个，捣毁中转接应窝点452个，抓获境外逃犯26名。
2024年3月31日，中国与缅甸警方在木姐的首次携手执法行动中逮捕807名嫌犯。

### 香港
2022年8月17日晚上，香港保安局發出新聞稿，指入境事務處和香港警方分別收到17宗和12宗關於被誘騙到東南亞國家禁錮從事非法工作的求助個案，入境處個案當中12人已安全離開當地。 據香港01在2022年8月18日報道了解，香港警方有組織罪案及三合會調查科會跟進事件。
2022年8月18日，香港保安局副局長卓孝業聯同香港警方和入境事務處會見傳媒交代最新情況。其中保安局將成立專責小組處理涉及誘騙市民到東南亞的案件，指今年1月至今共接獲20名港人求助，其中12人已經安全，10人已返抵香港，2人仍在當地，但情況安全。卓孝業指，香港警方有組織罪案及三合會調查科已接手調查，會與不同司法管轄區執法機構保持聯縏。目前有8名香港人仍未救出，據家屬表示他們的人身自由仍受限制，會使用不同方法並聯絡不同部門，用盡一切可行的渠道，嘗試救出餘下的人。又承認要救出會有一定困難，正因為仍未能完全掌握他們的位置。
香港保安局副局長卓孝業提醒市民，當局已將緬甸列為黃色旅遊警示類別，呼籲市民到當地要提高警覺，並避免到緬甸北部及南部地區。當局亦會到機場進行宣傳行動，提醒市民了解清楚前往當地之目的。香港警方聯絡事務科高級警司陳樂生則表示，由2022年1月起接獲零星求助，至6月發現數字令人關注，故警方在7月中及7月底在社交網頁中作呼籲。他又指，相關人士大部份在當地被操控作網上騙案，故有機會接觸到個人的手提電話，可向在港親友求助。警方已在同年7月中旬拍攝短片，以演員重演本次事件真實個案讓市民提高警惕。
2022年8月19日，香港保安局副局長卓孝業以電話方式出席香港電台第一台的時事節目《千禧年代》中表示，當局再收到多3名港人懷疑被誘騙至東南亞國家的求助個案，他們暫時安全，但人身自由受限。目前共有11人仍未返回香港，大部分由家人求助，透露家人與受害人仍有聯繫，目前受害人人身安全但自由受到制限。連同這3宗新個案，同年1月至今，當局共收到23名港人的相關求助。卓孝業說，據知有到當地的港人，會被要求以電話或網上進行詐騙，亦會被要求要達到指定金額。有求助港人經過家人匯錢到當地後，才可返港。
2022年8月20日，香港保安局局長鄧炳強表示，關於該事件救助人數上升至28人，未來透過網上途徑以減少市民被騙的機會。被問到受困者能否免預約檢疫酒店回港，鄧炳強指，現時以救人為優先。
2022年8月21日，香港警方拘捕招攬詐騙港人前往東南亞工作的集團，共拘捕3男2女（17至51歲），香港警方相信為同一集團，其中兩名男子（23歲及30歲）為骨幹成員，他們主要是控制手下招攬受害人。警方經過深入調查後，本月19至21日期間以「串謀詐騙」罪拘捕3男2女。有組織罪案及三合會調查科高級警司何振東引述數字指，接獲的求助個案增至36宗，當中包括32男4女，年齡介乎19至57歲，當中14人的人身安全並自由，11人已回港，3人按其意願暫未回港。22人懷疑被禁錮於柬埔寨、緬甸及老撾等地，13人聯絡上證實安全，9人未取得聯絡。36宗個案中，只有一宗涉及網上情緣騙案，其餘均涉及求職騙案。詐騙集團傳送E-ticket（電子機票）予受害人，訛稱前往東南亞從事賭場及地產工作，何振東表示，受害人若拒絕或工作未達標，往往會受到不人道對待。據悉，該宗「網上情緣」騙案手法是，受害人被騙往東南亞國家與對方見面，抵埗後即被禁錮，其他則是求職騙案，騙徒透過社交媒體發文、電話或朋友介紹招攬，以高報酬、低要求「筍工」為餌，受害者信以為真後，前往當地即被扣起護照，並轉送往行騙中心，逼使他們協助詐騙。倘受害人一旦拒絕，或未能完成詐騙目標，可能受到虐打。此外，香港入境事務處相關Whatsapp求助熱線直至當天上午已接獲84宗電話及52宗短訊求助，經核實後相信其中4宗為有關騙案個案，涉及2名新受害人，專責小組已積極展開調查，以確保事主人身安全。

### 澳門
2022年8月18日下午，澳門司法警察局召開警情新聞發佈會公佈有澳門當地居民被誘騙到有關東南亞國家從事詐騙工作。司警表示，接獲3宗有關犯罪分子誘騙澳門居民到東南亞工作案件，涉及5名澳門居民，年齡介乎20多至30歲。最早一宗個案於8月4日收到一名女子舉報，報稱其正在待業的弟弟在7月11日當天，經朋友介紹到老撾任職賭場公關工作，月薪5,000美元，其弟弟在8月7日成功離開當地，目前其身處其他東南亞國家且情況安全。司警發言人稱，由於事主仍在外地未返本澳，需待他返澳始能聯絡跟進事件。另外，司警再接獲3名人士報案，其中1名男子在8月17日報案，稱在2021年曾接獲他人介紹到東南亞工作，但未有前往，近日留意到相關新聞，懷疑相關工作涉及詐騙，於是報案。另外有1名女子報稱，她的朋友原定在8月18日當天離開澳門經中國大陸廣州市乘坐航班前往柬埔寨工作，懷疑是受到誘騙，司警根據資料接觸到相關人士，成功遊說對方留澳，司警根據她聲稱得悉有另外一對姊妹 (共2人) 計劃一同於同日離開澳門到柬埔寨工作，經接觸到2名人士後，司警警員亦成功遊說她們沒有按計劃離開澳門。
據澳門司警了解，五名澳門居民均涉及到賭場工作，該兩人曾任職賭場、一人曾經為文職、三人正在失業，目的地為老撾及柬埔寨，相關工作月薪為5,000美元。而其中一宗涉及本地男子的被騙案件情況，警方指由於案件正在調查，不便透露相關詳情。待相關人士返澳後，會向其了解案件詳細資訊。記者追問事主有否受傷、如何脫險、目前身處何方、及其家人有否繳交贖金。司警回應表示仍在調查中，暫時不宜公佈。但可以確定事主身處東南亞某國，情況安全。 司警表示，犯罪及詐騙集團在澳門主要針對博彩從業員、正在求職的年青人和失業人士，事主一般通過網站、社交媒體、親友或他人介紹到東南亞從事高薪工作，犯罪分子利用免費食宿或機票，吸引事主前往當地，他們一般從原居地、中國大陸廣州市或新加坡等地前往，到埗後被犯罪分子威迫利誘參與詐騙活動，若不服從會遭毒打或禁錮，離開需要支付鉅額贖金，部分情節不排除涉及販賣人口。 至於五宗案件否涉及同一詐騙集團？是否與其他地方的案件爲同一集團所為？李瀚妮稱，第三宗案件的三名女事主由同一人介紹往外地，暫未能確定介紹人是否與另外兩案介紹人屬同一集團。三宗案件是否與外地案件相關，仍待與外地及內地警方溝通和情報交流才可確定。若再有同類案件會否聯絡國際或救援組織支援？警方如何後續跟進？司警表示，目前與內地及外國警方都有合作和溝通，如有同類案件會跟進。警方亦會將這三宗案件通報內地和外國警方，研究如何後續跟進。
對於該事件蔓延至澳門，有本地媒體稱其為被“賣豬仔”事件，其中資深博彩從業員林繼光接受澳門本地報紙力報訪問時表示，過往柬埔寨網上博彩仍屬合法的時候，在澳門某些貴賓廳集團的確是有派出員工前往當地工作，但強調是屬於正規經營，真的是工作，並非去進行其他詐騙等等。他解釋，主要是澳門員工有相關工作經驗，有處理事情以及管理能力，因此需要澳門員工前往工作。林繼光指出，現時情況明顯是不一樣，自從幾年前柬埔寨宣布所有網上博彩屬非法，正規經營的澳門貴賓廳已全部結束有關工作。而有犯罪人士就趁著機會，利用以往曾與這些公司合作的時候知道其內部運作後，冒認這些公司繼續經營，是屬非正規經營，可能是從事詐騙工作。據他了解，有些貴賓廳從業員曾經因為公司結業，失業後被一些犯罪人士聘請前往當地工作，一開始都是與正常工作無異，但時間久了便發現其實有關公司不是正規經營公司，純粹是進行詐騙工作，因此很多人選擇離開，當時還是可以安全離開，最多損失是收不到工資，這些案例一般都可以順利安全回到澳門。惟最近發生的情況竟已演變成對人也不放過，情況不容樂觀。他又指出，有不少前貴賓廳從業人員因經濟壓力大，仍想找到高薪工作。因為在2013至2018年本澳賭業高峰期，當時人員收入豐厚，但疫情當下導致這些從業員基乎全部失業。這類人士所面對的經濟壓力很大，非常容易被一些人趁虛而入進行欺騙。他亦坦言十分擔憂相關情況，故此奉勸大家雖然現時困難很大，但如果有高薪工作在柬埔寨、緬甸「等著你」，大家撫心自問自己是否真的「值那麼高人工」，提醒大家必須保持警惕，也認為若因經濟問題而要離鄉背井，冒險前往其他地方，並非一個好的決定。 
對於五名澳門居民被騙到東南亞國家工作的案件，來自勞工界的澳門立法會直選議員李靜儀表示，近期周邊地區全力宣傳就業陷阱及詐騙，大家需要共同認識、防範，互相提醒。呼籲居民收到招聘訊息時首要冷靜，多留意資訊及分析，主動查詢甚至向警方舉報可疑資訊。李靜儀稱，每個工作崗位都有自身的價值及條件，學歷要求低、工作輕鬆但可獲高薪，只要冷靜分析便知不合理。即使在澳門本地亦有機會遇到就業詐騙，何況到一個完全不熟悉的國家或地區工作？有疑問一定要主動查詢及舉報，不要貿然前往當地。

### 柬埔寨
柬埔寨內政部國務秘書兼國家反人口販運委員會副主席朱文英（Chou Bun Eng）表示，柬埔寨政府破獲的人口販賣案，從2019年的155宗，升至2021年的359宗。相關法庭案件則由2019年的193宗，升至2021年的538宗。2022年前7個月，柬國打擊了74起人口販運案，有60名中國、馬來西亞、越南和柬埔寨人因涉嫌參與人口販運而被告上法庭，柬國有關單位營救了11個國籍的600多名被害人，但她宣稱「沒有找到任何台灣人」；並出面否認《柬華日報》報導「台灣有超過2000名臺灣人被拐賣至柬埔寨」，指控其為不實報導，外界指責柬埔寨政府推卸責任。
柬埔寨副總理、內政部長兼國家反人口販運委員會主席蘇慶（Sar Kheng）表示，柬國從8月18日起展開大規模反人口販運行動，對外交官以外的所有在柬外國人進行檢查，包括所居住的飯店、建築工地、公司等。清查行動在西哈努克省、干拉省等地開展，抓捕了一批主管和營救多名受害者，其中包括美國人和美籍柬裔人士。
面對柬埔寨政府打擊掃蕩行為和國際壓力，人蛇集團開始急於釋放受害者，或低價轉賣受害人。GASO組織成員表示，原本的KK園區正在轉往仰光，人蛇集團「拋售」人質以換取轉移資金。

### 馬來西亞
2022年3月下旬，根據馬來西亞《中國報》的報道，馬來西亞華人公會公共服務急投訴部主任張天賜揭發該事件，透露他自今年1月起已接獲超過十多名受害者的求助，幾乎全是華人。他指出，受騙人士誤以為是到柬埔寨從事電話行銷工作“賺大錢”，結果到那邊才知道是從事詐騙活動。他們被個別帶到不同的郊區地點，由持槍人士監控，一天工作15個小時，而欺詐的目標也都是馬國人。
2022年8月17日，據馬來西亞媒體揭露，該國至少有16位公民遭到詐騙，前往柬埔寨擔任「客服人員」，結果淪為詐騙集團。

### 越南
2022年8月19日，網上流傳部分片段，指出大批越南人逃出一間柬埔寨網絡賭場公司，並跳到河上游去對岸，大批賭場保安手持木棍追趕，有傳媒報道指，涉及非法禁錮事件，河對岸為越南，事發地點在柬埔寨拉干省，位處湄公河，即柬埔寨與越南的邊界，有近60人衝出建築物，有人手持木棍阻止但未成功，多人逃到河遊至對岸。柬埔寨傳媒則報道，有大批人被招聘人員誘騙，原定將這批越南人帶到西港一家賭場上班，但之後就拘禁他們在干拉省賭場，同日這批越南人展開反抗並逃跑，有人幸運抵達越南領土。

## 流行文化
- 韓國SBS於2023年金土連續劇《模範計程車2》中，第一個單元就以此事件作藍本。
- 2023年中国大陆电影《孤注一掷》[112]
- 2025年無綫電視劇《痞子無間道》中，三不管的一將宮城前身為基基園區（諧音：KK園區），少部份內容以此事件作藍本，並由曹永廉飾演幕後負責人「袁雨就」。

## 外部連結
- （繁體中文） 海外求職陷阱宣導專區 （页面存档备份，存于）
- （繁體中文）  (新闻稿). yahoo. 2022-08-16  [2022-10-15]. （原始内容存档于2022-10-17） （traditional Chinese）. 0